# エスタディオ・モヌメンタル・イシドロ・ロメロ・カルボ
エスタディオ・モヌメンタル・イシドロ・ロメロ・カルボ（Estadio Monumental Isidro Romero Carbo）は、エクアドルのグアヤキルに本拠地を置くバルセロナSCのホームスタジアムである。収容人数は59.283名。2008年に命名権制度が導入され、ピチンチャ銀行が命名権を取得した。

## 概要
1987年12月27日に完成。こけら落とし試合はFCバルセロナとの親善試合であり、1対0でバルセロナSCが勝利した。
エクアドルでは最大の競技場である。